# Compsophis vinckei
Compsophis vinckei — вид змій родини Pseudoxyrhophiidae. Ендемік Мадагаскару.

## Поширення і екологія
Compsophis vinckei поширені в районі Національному парку Андасібе-Мантадія на сході острова Мадагаскар. Вони живуть у вологих тропічних лісах.

## Збереження
МСОП класифікує цей вид як такий, що перебуває на межі зникнення. Compsophis vinckei загрожує знищення природного середовища.